# Flecha Valona 1938
La Flecha Valona 1938 se disputó el 1 de mayo de 1938, y supuso la edición número 3 de la carrera. El ganador fue el belga Émile Masson Jr.. Sus compatriotas Sylvère Maes y Cyrille Dubois fueron segundo y tercero respectivamente.  

## Clasificación final
| Pos. | Ciclista           | Equipo             | Tiempo   |
| ---- | ------------------ | ------------------ | -------- |
| 1    | Émile Masson Jr.   | Alcyon-Dunlop      | 8h23'00" |
| 2    | Sylvère Maes       | Alcyon-Dunlop      | a 43"    |
| 3    | Cyrille Dubois     | Helyett-Hutchinson | a 9'17"  |
| 4    | François Neuville  | Helyett-Hutchinson | a 10'46" |
| 5    | François de Donder | Thomann-Dunlop     | a 14'35" |
| 6    | Albert Beirnaert   | Alcyon-Dunlop      | a 15'50" |
| 7    | André Defoort      | La Nordiste        | a 16'07" |
| 8    | Remy Capoen        | Helyett-Hutchinson | a 16'44" |
| 9    | Remy Raeyen        | Labor              | a 21'25" |
| 10   | François Coppens   | Helyett-Hutchinson | a 35'00" |